# ماریا زانکووتسکا
ماریا زانکووتسکا (اوکراینی: Марія Заньковецька؛ ۴ اوت ۱۸۵۴ – ۴ اکتبر ۱۹۳۴) بازیگر تئاتر، بازیگر سینما، و بازیگر اهل جمهوری خلق اوکراین بود.